# Epeolus siculus
Epeolus siculus är en biart som beskrevs av Giordani Soika 1944. Epeolus siculus ingår i släktet filtbin, och familjen långtungebin. Inga underarter finns listade i Catalogue of Life.